# Haven-1
Haven-1 (з англ. «притулок») — приватна комерційна космічна станція, запуски якої сплановано на низьку навколоземну орбіту. Розробку і обслуговування станції здійснює американська компанія Vast Space. Перші запуски космічної станції за допомогою ракети-носія Falcon 9 заплановано на ІІ півріччя 2025 року.

## Конструкція та дизайн
Двигунна установка космічної станції «Haven-1» складатиметься з двигунів Saiph від компанії Impulse Space.
Космічна станція «Haven-1» буде під'єднана до мережі Starlink, що забезпечить її підключення до інтернету зі швидкістю до 1 Гбіт/с. На станції також планується розмістити наукову лабораторію з дослідження мікрогравітації.
Дизайн інтер'єру космічної станції було розроблено Пітером Рассел-Кларком. Компанія Vast Space заявила про свої наміри зробити станцію найбільш комфортною для відвідувачів.

## Підготовка до польоту
19 січня 2025 року каліфорнійський стартап Vast Space оголосив про завершення збирання першої у світі комерційної космічної станції «Haven-1».

## Польоти
| № | Запуск  | Ракета-носій | Дата         | Екіпаж  |
| - | ------- | ------------ | ------------ | ------- |
| 1 | Haven-1 | Falcon 9     | серпень 2025 | -       |
| 2 | Vast-1  | Falcon 9     | ІІІ кв. 2025 | 4 особи |